# الاتحاد العام لطلاب مدارس مصر

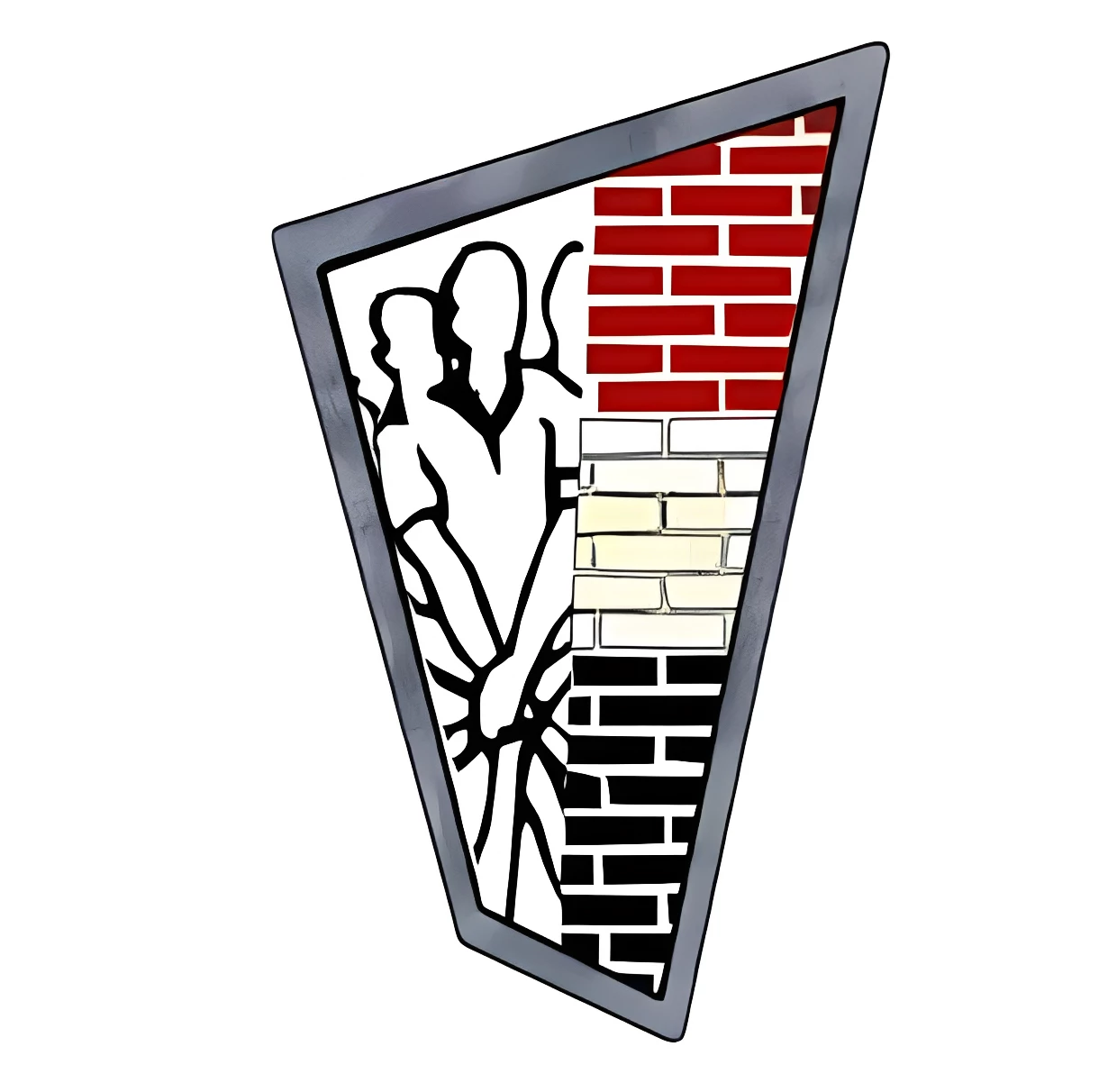
الشكل الأول لشعار الاتحادات الطلابية

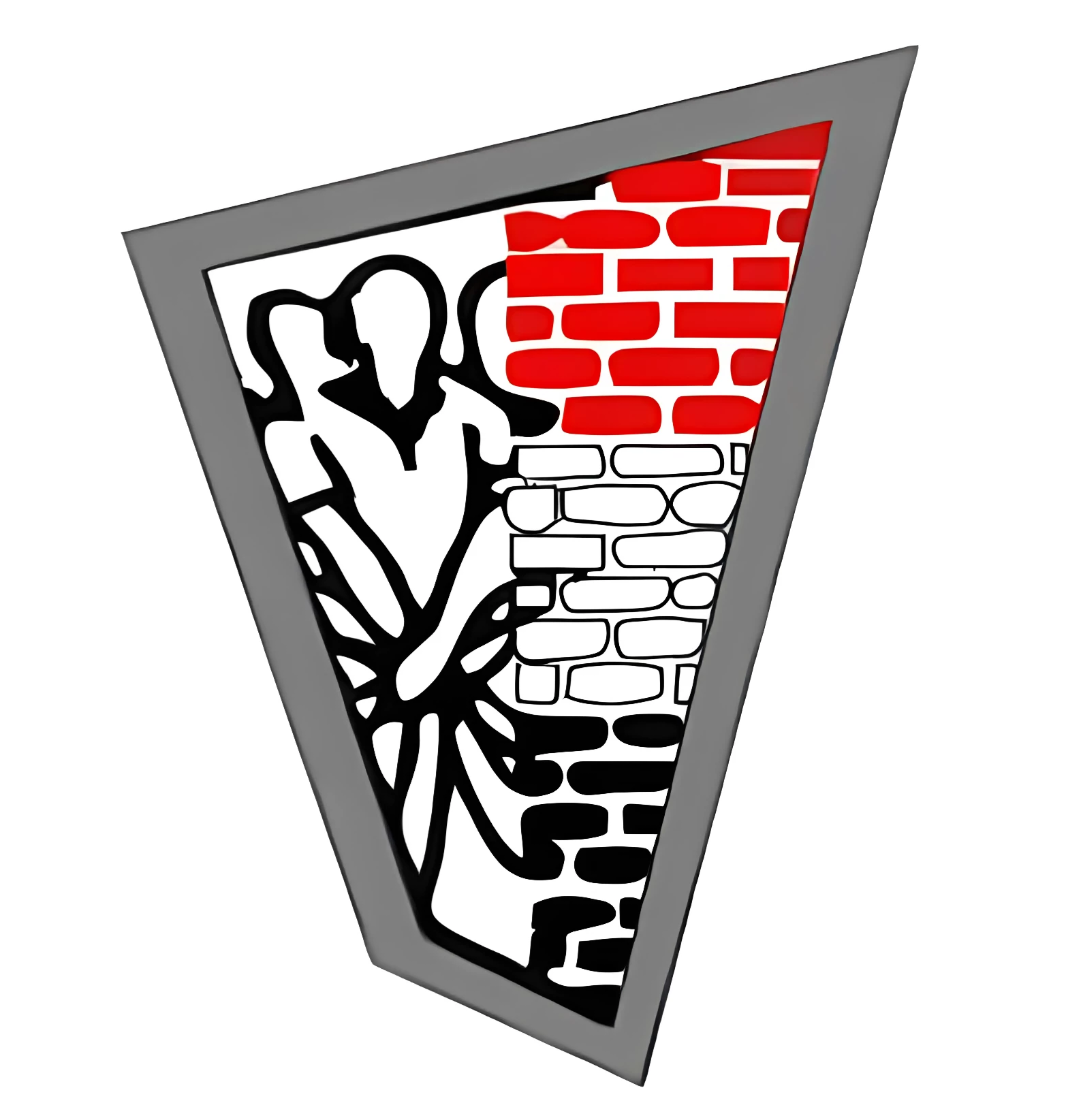
الشكل الثاني لشعار الاتحادات الطلابية

اتحاد طلاب المدارس أو اتحاد طلاب مدارس مصر  هو اتحاد طلابي تربوي ديمقراطي داخل المدارس المصرية يمثل صوت ورأي ومشاكل 28.5 مليون طالب وطالبة، مسؤول رئيسي في عمل وتخطيط الأنشطة للطلاب وهو المفوض منهم كي يمثلهم ويوصل صوتهم (مشاكلهم ومتطلباتهم واقتراحاتهم لتحسين العملية التربوية والتعليمية) للمسؤولين والقيادات ويتشاور ويتفاوض معهم لحلها أو تنفيذها بشكل مناسب وصحيح، ويكون لطلاب كل مدرسة في مختلف النوعيات والمراحل التعليمية اتحادات متعددة المستويات تعمل على تدعيم وتحقيق مبادئ وأهداف الاتحادات الطلابية الواردة بلائحة القرار الوزاري رقم 62 لسنة 2013م بشأن الاتحادات الطلابية ، تأسست الاتحادات الطلابية المدرسية في مصر بشكلها الحالي المركزي في فترة الستينيات من القرن العشرين، تتواجد الاتحادات في كل فصول المدارس متكاملة الصفوف التابعة لوزارة التربية والتعليم والتعليم الفني أو الخاضعة لإشرافها في سائر محافظات الدولة المصرية، وتصطبغ نشاطاتها بأنشطة الوزارة (خاصة الإدارة المركزية للأنشطة الطلابية بتفرعاتها) لطلاب المراحل المتعددة بدايةً من الصف الرابع الابتدائي حتى نهاية المرحلة الثانوية باختلاف تخصصاتها ونوعياتها، ويتكون الاتحاد من مستويات عدة تبدأ من الفصل، ثم المدرسة، ثم الإدارة التعليمية بالمدن والمراكز، ثم مديريات التربية والتعليم بالمحافظات ال27، حتى أعلى مستوى وسلطة في التشكيل الهرمي هو الاتحاد العام لطلاب المدارس أو اتحاد طلاب مدارس الجمهورية أو الاتحاد العام لطلاب مدارس الجمهورية والذي تكون عضوية مجلسه قاصرة فقط على أعضاء المكاتب التنفيذية لاتحادات طلاب المرحلة الثانوية بالمديريات التعليمية، ونظرا لكون الأخير هو صاحب السلطة التنظيمية العليا في منظومة وهيكل الاتحاد فإن منظومة الاتحادات كلها بشكل عام وبمستوياتها تسمى إجمالا باسم "اتحاد طلاب مدارس مصر"، ويتكون الاتحاد في كل مستوى (عدا الاتحاد العام أو مستوى الجمهورية لأن لهم نظام مختلف) من مجلسٍ للاتحاد يضم أعضاءً من المستوى الأدنى (حسب تنظيم اللائحة لأحوال كل مستوى) وينتخبون منهم مكتبًا تنفيذيًا مكون من سبع أعضاء، وهم الأمين والأمين المساعد إضافةً لخمس مقرري لجان أنشطةٍ مختلفةٍ تمثل كافة المجالات، وهم: "اللجنة الدينية والثقافية، اللجنة الاجتماعية، اللجنة الرياضية والكشفية، اللجنة الفنية، اللجنة العلمية" وبدايةً من مستوى المدرسة حتى المديرية يكون لكل لجنة معلم أو موجه مختص بنشاطها يختاره الرائد العام كي يكون مسؤولًا عنها مع عدم عضويته أو عضوية أعضائها (عدا المقرر) في مجلس اتحاد المستوى، ويضم المكتب عضوية القيادات التالية: "رائد الفصل/الرائد العام للمستوى—مسؤول الاتحاد للمستوى—ممثل للتربية الاجتماعية—أقدم موجه تربية اجتماعية للمرحلة (للإدارات التعليمية فقط)" حسب تنظيم اللائحة لكل مستوى، وينظم عملية التصويت والاقتراع لجنة ثلاثية من الطلاب غير المرشحين بمتابعة من الرائد العام، وللتفرقة بين المستويات المختلفة يوسم مستوى الجمهورية ب: "الاتحاد العام" للتفرقة بينه وبين المستويات الأقل في هيكل منظومة الاتحادات، أما باقي المستويات فتدعى فقط "اتحاد طلاب".

## التاريخ

### نبذة عامة عن الاتحادات والحركات الطلابية في مصر
لقد كانت نشأة الاتحادات الطلابية في مصر (سواء كانت مدرسية أو جامعية) معقدة قليلا؛ إذ منذ بداية عصر النهضة التعليمية في مصر (خاصة في عهد محمد علي باشا) لم تكن هناك اتحادات طلابية بالمعنى المعروف في الوقت الحاضر، بل كان هناك ما يسمى ب"الأندية الطلابية" التي يستطيع الطلاب من خلالها ممارسة وتنظيم كافة ما يتصل بهم من الأنشطة الفكرية والاجتماعية والرياضية.
ويعد "نادي المدارس العليا" الذي أنشأه وافتتحه الزعيم الوطني المصري مصطفى كامل في يوم 5 أبريل 1906م هو أول صورة من صور التنظيمات الطلابية في مصر، وكان عدد أعضائه عند تأسيسه يبلغ 240 طالبا وخريجا، وقد وصل العدد في آخر ديسمبر 1909م إلى أكثر من ثلاثة أضعاف العدد السابق، وقد ظل يؤدي خدمته حتى أغلق بأمر السلطات العسكرية البريطانية في أوائل الحرب العالمية الأولى 1914م.  وبعد إغلاقه لم يكن هناك تنظيما موحدا رسميا لطلاب المدارس العليا سوى بعض الحركات والتنظيمات الصغيرة التي تأثرت بفكر الزعيم الوطني في التعبئة العامة للشباب ضد الاحتلال.
أما عبارة "الاتحادات الطلابية" فقد ظهرت لأول مرة في الجامعة في يوم 9 فبراير عام 1928م، حينما وافق مجلس الجامعة المصرية (التي تحولت لاحقا لجامعة الملك فؤاد الأول ثم القاهرة حاليًا) على أن تنشئ الجامعة اتحادًا لطلابها يقوم بتنظيم حياتهم الاجتماعية والفكرية والرياضية، ويعد ذلك أول قرار لإقامة اتحاد طلاب في جامعة القاهرة وفي تاريخ الجامعات المصرية بشكل عام، ثم تأسس بعد ذلك بالفعل أول اتحاد طلاب لجامعة الملك فؤاد الأول سنة 1936م وصدرت له لائحة خاصة.
ولكن في 15 يوليو 1938م وبعد قيام الحرب العالمية الثانية: أعلنت الحكومة الأحكام العرفية، فأصدر مجلس الجامعة قرارًا بتعليق تنفيذ المواد الخاصة بالانتخابات في اللائحة، وفي 4 مايو 1946م تقرر العودة إلى اشتراك الطلبة في اتحاد الكليات والاتحاد العام للجامعة طبقًا للائحة القديمة.
وبعد قيام ثورة يوليو 1952م أوقِف العمل بالقوانين واللوائح المعمول بها حتى يتم التنظيم الداخلي للجامعات وحتى يحدث التنظيم المناسب للتقدم الثوري، وقد أيد الطلاب في البداية هذه التغييرات ولكن ليس لوقت طويل؛ إذ بدأت صراعات ومناوشات بين الحكومة والطلبة عام 1954م بسبب معارضة الحركة الطلابية لفكر الحكم العسكري، فأعلن طلاب جامعة القاهرة في ذاك العام تشكيل جبهة طلابية للتعبير عن معارضتهم لهذا الحكم، وقامت إثر هذا اصطدامات عنيفة بالشرطة، لدرجة اضطرت الحكومة إلى إغلاق الجامعة، وحين استؤنفت الدراسة بعد ذلك، استؤنفت بالتدريج؛ فرقة بعد أخرى لتجنب حدوث صدامات جديدة، بجانب بدء الحكومة في القيام بحيل مختلفة للتحكم في نشاط الطلاب في الجامعات.
فبداية هذه الحيل كان تطبيق نظام امتحان نصف السنة لشغل وقت الطلبة مبدئيًّا، مع ضغط أمني متزايد بالجامعة، فقد تمركزت فرق مؤقتة من القوات المسلحة على أبواب الجامعات، بالإضافة إلى التواجد المستمر لـ "حرس الجامعة" من أفراد الشرطة في كل كلية. هذا بالإضافة إلى إلغاء نظام الانتخاب في اتحادات الطلاب، ليحل نظام التعيين بديلًا منه عام 1953 وإلى 1959.
وتزامنًا مع هذا، حاولت الحكومة تسيير نشاط الطلاب في الاتجاه الذي ترغب هي فيه، فقامت بإنشاء منظمات سياسية تابعة ومؤيدة لها في الجامعة، مثل: منظمة الشباب الاشتراكي، وطليعة الاشتراكيين (التنظيم الطليعي)، وحاولت أيضا توجيه نشاطهم في غير السياسة بإنشاء المجلس الأعلى لرعاية الشباب، والذي كان معنيًّا أكثر بتنظيم الأنشطة الترفيهية والرياضية، تحت إشراف وزارة التعليم العالي التي نشأت في تلك الفترة، والمجلس الأعلى للشباب.
وعلى الرغم من أن نظام الانتخاب في الاتحادات الطلابية عاد بعد اللائحة الطلابية التي صدرت عام 1958 بموجب قرار جمهوري، فإن هذه اللائحة ذاتها نصت على أن يهتم الاتحاد بالمسائل الاجتماعية فقط، بجاب أنه لم يكن اتحاد طلاب خالصًا، فالمجلس الأعلى للاتحاد كان يتكون حينها من 12 عضوًا من هية التدريس، و9 خريجين، و8 فقط من الطلاب، وعدل ذلك في لائحة أخرى صدرت عام 1963، فاقتصرت العضوية على الطلاب، ولكن بقي أعضاء هيئة التدريس كمستشارين للجان الاتحاد، ثم في تعديل آخر عام 1966، صار المستشارون روادًا للجان، والرواد يعينون من قبل إدارة الكلية، ولا تعقد أي اجتماعات صحيحة إلا برئاسة الرائد، ولا يتخذ أي إجراء تقريبًا إلا بموافقته، كما كان رائد الاتحاد العام لطلاب الجمهورية يعينه تنظيم "الاتحاد الاشتراكي العربي" التابع للحكومة.
وفي عام 1979م تم تعديل اسم اتحاد الطلاب إلى: "مجلس تنسيق الأنشطة الطلابية"، حيث صدر قرار رئيس الجمهورية رقم 265 لسنة 1979م بتعديل بعض أحكام اللائحة التنفيذية لقانون تنظيم الجامعات، وتعديل اسم: «اتحاد طلاب» إلى: «مجلس تنسيق الأنشطة الطلابية».
وبعد ذلك توالت إصدار لوائح الاتحادات الطلابية التي صدرت منذ سنة 1936م وحتى لائحة سنة 1976م، كما كان هنالك قرارات مكملة وتعديلات كثيرة لهذه اللوائح كالتي صدرت في عام 1979م، وعام 1984م.
وحاليا تسير الاتحادات الطلابية في الجامعات وفقا لقرار رئيس الجمهورية رقم 240 لسنة 2007م بتعديل نصوص مواد الباب الثامن من اللائحة التنفيذية لقانون تنظيم الجامعات رقم 49 لسنة 1972م.
وبذلك، يمكن القول بأن: أول اتحاد للطلاب في الجامعات المصرية صدرت له لائحته الخاصة هو اتحاد طلاب الجامعة المصرية سنة 1936م، ثم توالت بعد ذلك التغييرات على اللوائح المنظمة لعمل الاتحادات الطلابية سواء بالجامعات أو بالمدارس.

### نشأة الاتحاد العام لطلاب المدارس
بعد حدوث الفراغ الذي سببه غلق نادي المدارس العليا سادت حالة من عدم النظام، الفوضى، واللامركزية في الحركات الطلابية في الجامعات، فبعض الكليات (المدارس العليا) كان يقوم بعض طلابها المثقفين بعمل مبادرات لعمل اتحاد فيما بينهم، متبنين أيدولوجيات مختلفة،  كالاشتراكية، أو الليبرالية، أو حتى الأصولية الدينية التي كانت أقلهم انتشارا ورواجا.
على أي حال، بعد التجربة الناجحة لنادي المدارس العليا وما تبعه من مجموعات الاتحادات الطلابية المختلفة في الجامعات: قام بعض الطلاب في بعض المدارس الثانوية بعمل كيانات اتحادات طلابية مشابهة للحركات الطلابية الجامعية، لكن هذه المحاولات كانت محاولات ضئيلة لمجموعات صغيرة من بعض الطلاب، ولأنه لم يكن لها قانون ونظام رسمي لها كانت غالبا ما تفشل هذه الحركات الصغيرة لأنها غير مركزية وغير منظمة.
لكن في ستينيات القرن العشرين قررت الدولة إنشاء «الاتحاد العام لطلاب المدارس» ليكون نسخة من اتحاد طلاب الجامعة خاصة بطلاب المدارس، وليكون أيضا وسيلة مساعدة في تنظيم أنشطة تربوية للطلاب في المدارس، كما كان من ضمن أهداف دعم إنشائه حينها هدف سياسي أيضا وهو المساهمة في نشر أيديولوجيات النظام الحاكم آنذاك (كالاشتراكية والقومية العربية الناصرية وغيرهم) بين الطلاب وتنشئتهم على هذه القيم وإعداد القادة المستقبليين تماشيا مع توجهات النظام، وبالفعل صدر القرار بإنشائه رسميا مع أول لائحة تنفيذية له، ونظرا لأهميته: كان الاتحاد العام في بداية نشأته يحظى بدعم مادي كبير من الدولة في ذلك الحين لأنها كانت تهتم به وبشدة نظرا للفائدة العائدة منه سياسيا واجتماعيا، ووفقا لبعض المصادر كان اسمه عندما نشأ هو: "الاتحاد العام لطلاب مدارس الجمهورية العربية المتحدة" منذ الستينيات وحتى السبعينيات حتى حذفت عبارة «العربية المتحدة» من اسمه الرسمي وصار: "الاتحاد العام لطلاب مدارس الجمهورية" أو "الاتحاد العام لطلاب مدارس مصر".

### القرارات المنظمة
توالت القرارات الوزارية المنظمة للاتحاد، والتي كانت تتغير إما لتحديث بعض المواد أو لحدوث تغيير جديد يستوجب تبديل القرار، ومن هذه القرارات المتغيرة نذكر كمثال:-
- القرار الوزاري رقم 94 لسنة 1986م الصادر في عهد الوزير منصور إبراهيم حسين
- القرار الوزاري رقم 203 الصادر بتاريخ 24 يونيو 1990م ، وقد وضع هذا القرار في عهد الوزير د. أحمد فتحي سرور
- كانت هناك إرادة قوية من الاتحاد العام لتغيير لائحة 203 وهو ما قد حدث بالفعل وتطورت اللائحة في عهد الوزير د. إبراهيم أحمد غنيم وصدرت لائحة القرار الوزاري رقم 62 بتاريخ 27 فبراير 2013م، وهي اللائحة المعمول بها حتى الآن، وكان من الأمور المستجدة في هذه اللائحة هي إتاحة الفرصة لطلاب المحافظات والأقاليم للترشح لمنصبي الأمين العام والأمين العام المساعد؛ حيث كان الترشح في هذين المنصبين قاصرا فقط على طلاب محافظتي القاهرة والجيزة منذ أن تم إنشاء الاتحاد؛ وذلك لقربهم الدائم من المقر الرئيسي للاتحاد ومقر الوزارة لحضور الفعاليات والاجتماعات بلا عوائق، لكن جاءت تلك اللائحة بهذا القرار الجديد بعد تحسن جودة الطرق ووسائل المواصلات بين القاهرة والجيزة وباقي المحافظات وأيضا كتأكيد على أن القيادات الطلابية والشبابية لا تختزل فقط في القاهرة والجيزة.
- وحديثا طرح النائب البرلماني أحمد فتحي عضو مجلس النواب المصري مشروع قانون لتنظيم الاتحادات الطلابية في المدارس والجامعات، وقد طرحه أولا في الجلسة الثانية للجنة الشباب بالحوار المجتمعي بالحوار الوطني المصري مع مجموعة من قيادات الاتحاد العام في يوم الخميس 7 سبتمبر 2023م[6][7]، ثم أمام مجلس النواب المصري في ديسمبر 2024م، وفي يوم الأربعاء الموافق 26 مارس 2025م تم توقيع بروتوكول تعاون رسمي بين وزارة التربية والتعليم والتعليم الفني ومؤسسة شباب القادة YLF التي يرأس النائب أحمد فتحي مجلس أمنائها تمهيدا لطرح برنامج "قادة مدارس الجمهورية" الذي تم إطلاقه رسميا في يوم الأحد الموافق 27 أبريل 2025م بحضور د. إيمان حسن وأ. أحمد موسى والأمين والأمين المساعد من كل محافظة، ومن الجدير بالذكر أن المسؤول التنفيذي للبرنامج هو القائد عبد الله عرمش الأمين العام الأسبق للاتحاد العام.

### المقر الرئيسي
كان الاتحاد العام للجمهورية يتم نقل مقره أكثر من مرة حتى انتهى به المطاف إلى مقره الحالي وهو «المركز الرئيسي للأنشطة الطلابية والتربوية» بشارع النيل في تقاطعه مع شارع 26 يوليو بالجهة المقابلة للسيرك القومي أمام مسرح البالون بالعجوزة، وهو مقر متكامل يشتمل على مسرح وملعب رياضي للحفلات والتجمعات الرياضية الكبيرة وكذا يحتوي على قاعات تدريبية متعددة مع مكان مبيت على مساحة ثلاثة أدوار، وبالمبنى جزء مخصص للاتحاد العام وهو مقر عمل إدارة الاتحادات الطلابية بالوزارة وبه حجرات للتدريب وقاعات للاجتماعات ومستلزمات أخرى للاتحاد،
وقد كانت الرائدة العامة للاتحاد التي سعت لهذا المقر هي السيدة «شوقية هجرس»، وتم افتتاح المقر في عهد رئيس الجمهورية محمد حسني مبارك بحضور وزير التربية والتعليم وقتها د. أحمد فتحي سرور، وكان أول أمين عام للاتحاد يتم تنصيبه بمقر الاتحاد هو «عصام فواز أمين المحامي» وتسلم الأمانة من «إيهاب محمود فراج» وذلك في ديسمبر عام 1988م وظل تنصيب أمين عام الاتحاد بالمقر حتى انتقل حفل التنصيب لمركز العلوم بالسادس من أكتوبر منذ عدة سنوات حتى تنصيب الطالب «محمد نادر أحمد» في عام 2012/2013 والذي أحدث تغير نوعي في أهداف اتحاد الطلاب وطريقة عمله وأسس لجنة متابعة امتحانات الثانوية العامة والعديد من المبادرات التي طورت من أداء الاتحاد وطريقة عمله.

## لائحة الاتحادات الطلابية والريادة

### الفصل الأول: المبادئ والأهداف

#### ( المادة ١ ):
الاتحادات الطلابية تنظيمات تربوية ديمقراطية داخل المدارس ويكون لطلاب كل مدرسة في مختلف النوعيات والمراحل التعليمية اتحادات متعددة المستويات تعمل على تدعيم المبادئ وتحقيق الأهداف الواردة بهذه اللائحة.

#### ( المادة ٢ ): مبادئ الاتحادات الطلابية:-
1. الإيمان بالله وملائكته وكتبه ورسله واليوم الآخر والتطبيق العملي لذلك من خلال السلوك اليومي والبعد عن أي قول أو فعل يتعارض مع هذا المبدأ.
2. ضمان حرية التعبير للطلاب للمشاركة في اتخاذ كافة القرارات التي تتعلق بالعملية التربوية والتعليمية والقضايا المجتمعية.
3. ترسيخ الديمقراطية وتحقيق المساواة والحرية والكرامة والعدالة الاجتماعية في نفوس الطلاب بالوسائل التربوية المختلفة وذلك انطلاقا من ثورة 25 يناير.
4. الإيمان بالوحدة الوطنية كمدخل للوحدة الإنسانية والحفاظ على المقدسات والممتلكات العامة والتأكيد على روح الانتماء للأسرة والمدرسة والمجتمع.
5. التأكيد على قيم المواطنة لدى الطلاب بما يعزز الانتماء الوطني والحفاظ على كل ما يدعم السلام الاجتماعي.
6. تدعيم القيم وتأصيلها بين الطلاب من خلال تشجيع القدوة الطيبة بين الشباب بما يتيح التأكيد على حقوق الإنسان وتمكينه من تطوير شخصيته وكذلك التأكيد على أن كل حق يقابله واجب.

#### ( المادة ٣ ): أهداف الاتحادات الطلابية:-
تعمل الاتحادات الطلابية على تنظيم صفوف الطلاب داخل المدرسة من أجل تحقيق الأهداف التالية:-
1. تشجيع الطلاب على التفوق الدراسي وتدعيم روح المبادرة والإبداع والابتكار.
2. الالتزام بمبادئ الاتحاد كتنظيم شرعي وقومي.
3. الاستفادة من الأنشطة التربوية داخل المدرسة وخارجها.
4. الإسهام في تحقيق أهداف التعليم، وأهمها:-

```
 أ. التأكيد على بناء الشخصية المصرية القادرة على مواجهة تحديات المستقبل.
 ب. إقامة المجتمع المنتج.
 ج. تحقيق التنمية الشاملة.
 د. إعداد جيل من العلماء من خلال البرامج الخاصة بالعناية بالمتفوقين والموهوبين.
```

1. التعبير عن فكر الطلاب في إطار مسؤولية مزدوجة تتمثل في تأكيد حقوق الطلاب داخل المدرسة في إطار الإجراءات التربوية وفي ذات الوقت محاسبة الأعضاء الذين يخرجون على المبادئ والأهداف أو يخلون بروح الانضباط والالتزام بالواجب.
2. تدعيم روح الأسرة داخل المجتمع المدرسي والتعامل مع هيئة التدريس على أساس الاحترام الواجب وقيام قيادات الاتحاد بمسؤولياتهم مع إدارة المدرسة في إقرار النظام التربوي بالمدرسة.
3. توسيع دائرة التعارف والخبرات بين أعضاء وقيادات الاتحاد من خلال تبادل الزيارات على المستوى المحلي والمركزي والدولي.
4. التأكيد على الحوار كثقافة سائدة في مؤسساتنا التربوية واحترام الرأي والرأي الآخر وأن يكون صالح الوطن والموضوعية هي الأساس الذي تقوم عليه أي مناقشة وإنكار الذات.
5. الاهتمام بالثقافة الذاتية والعامة لإمكانية التعايش المتطور في الحياة اليومية وتوظيف إيجابيات التكنولوجيا المتقدمة لتحقيق أهداف المجتمع واللحاق بركب التقدم.

#### ( المادة ٤ ):
تتيح الريادة للمعلم الفرصة لتحقيق الجوانب التربوية للعملية التعليمية إذ أنها الوسيلة الفعالة التي تحقق دور الرائد ورسالته من خلال موقعه من تشكيلات الاتحادات الطلابية ومن خلال دوره في توجيه الطلاب لممارسة الأنشطة المتعددة بشكل ديمقراطي بما يؤدي إلى:-
1. ضمان الالتزام بمبادئ الاتحاد وتحقيق أهدافه ومفاهيمه.
2. تأكيد القيم الإنسانية والاجتماعية في نفوس الطلاب.
3. تنمية القدرات والمواهب وإتاحة الفرص للإبداع.
4. توفيق أفق أرحب ورؤية أوسع وأشمل للرواد للتعرف على قضايا الشباب بصفة عامة والطلاب بصفة خاصة وكذلك قضايا المجتمع ومتطلباته.
5. دعم الجهود المتميزة والتجارب والبرامج للرواد والطلاب والعمل على نشرها والتوسع في تنفيذها في المواقع المماثلة.

### الفصل الثاني: الاتحادات الطلابية

#### مستويات التشكيل

##### ( المادة ٥ ):
يعتبر جميع طلاب الفصل أعضاءً في مجلس اتحاد طلاب الفصل، وينتخبون من بينهم أمينًا وأمينًا مساعدًا وخمسة أعضاء يشكلون مع رائد الفصل المكتب التنفيذى لمجلس اتحاد الفصل، بحيث يمثل الأعضاء الخمسة الأنشطة التالية ويكون مقررا للجنة المختصة بهذا النشاط:
1. النشاط الديني والثقافي.
2. النشاط الاجتماعي.
3. النشاط العلمي.
4. النشاط الرياضي والكشفي.
5. النشاط الفني.

ويبدأ هذا التشكيل في المدرسة الابتدائية من الصف الرابع.

##### ( المادة ٦ ):
يجتمع مجلس اتحاد الفصل وكذلك لجان نشاطه الخمس بصفة دورية مرة كل شهر.

##### ( المادة ٧ ):
يشترط فيمن يتقدم من طلاب الفصل للترشيح لعضوية المكتب التنفيذى لمجلس اتحاد الفصل ما يأتي:-
1. أن يكون من مواطني جمهورية مصر العربية ويحمل الجنسية المصرية.
2. أن يكون صالحًا ومتميزًا لتمثيل النشاط الذي يتقدم للترشيح عنه.
3. ألا يكون راسبًا في صفه أو متخلفًا في دراسته.
4. ألا يكون قد وقعت عليه جزاءات بسبب مخالفة النظم المدرسية أو القوانين العامة.
5. أن يكون متصفًا بالخلق القويم والروح التعاونية وأن يزكيه رائد الفصل واثنين من مدرسي الفصل.
6. أن يكون مسددًا لرسم اشتراك الاتحادات الطلابية.

ويتقدم الراغب من الطلاب في ترشيح نفسه بطلب كتابي إلى رائد الفصل يتضمن موافقة ولي الأمر وتوقيعه على اشتراك الطالب المرشح فى جميع برامج وأنشطة ومؤتمرات الاتحادات الطلابية على كافة المستويات موضحا به اسمه وفصله والنشاط الذى يرغب في ترشيح نفسه عنه وخبراته وإمكاناته ويتولى رائد الفصل جمع طلبات الترشيحات المقدمة وإثبات ملاحظاته عن كل مرشح على طلبه ومدى استيفائه للشروط المقررة، ثم تسلم هذه الطلبات للأخصائي الاجتماعي المختص بنشاط الاتحاد لعرضها على مجلس الرواد بالمدرسة.

##### ( المادة ٨ ):
ينتخب المكتب التنفيذى لمجلس اتحاد الفصل على النحو التالي:-
1. يقسَّم طلاب كل فصل إلى خمس مجموعات يمثل كل منها لجنة من لجان النشاط الخمس المنصوص عليها في (المادة ٥) من هذا القرار وذلك حسبما يتفق مع ميولهم.
2. يقوم طلاب الفصل بانتخاب أمينٍ وأمينٍ مساعد للفصل.
3. يقوم طلاب الفصل بانتخاب مقرر لكل من هذه اللجان الخمس من بين المرشحين.
4. ويكون الأمين والأمين المساعد والمقررين الخمس مع رائد الفصل المكتب التنفيذي لمجلس اتحاد طلاب الفصل.

##### ( المادة ٩ ):
تجرى عملية انتخاب الأمين والأمين المساعد والمقررين في المكاتب التنفيذية لكل فصل على حدى وفقًا للخطوات التالية:-
1. تجرى عملية الانتخاب بمعرفة لجنة ثلاثية من بين أعضاء مجلس اتحاد طلاب الفصل من غير المرشحين يشكلها ويشرف عليها رائد الفصل.
2. تكتب على السبورة أسماء الطلبة الذين تم التصديق على ترشيحهم لمركز الأمين والأمين المساعد.
3. تعطى الفرصة لكل مرشح لتعريف زملائه بنفسه وشرح برنامجه الانتخابي.
4. تقوم اللجنة بتوزيع بطاقات انتخاب الأمين والأمين المساعد على جميع طلاب الفصل ويطلب من كل منهم تسجيل اسم واحد فقط من بين الطلاب المرشحين في كل من المركزين وتعتبر البطاقة الانتخابية ملغاة إذا لم تتضمن ترشيح عضو لكل مركز من المركزين أو إذا تضمنت أكثر من اسم لكل من المركزين أو إذا وقع الناخب باسمه عليها.
5. تتولى اللجنة الثلاثية جمع البطاقات ومطابقة عددها على عدد الأعضاء الحاضرين من مجلس اتحاد طلاب الفصل، ثم تفرز الأصوات وتعلن النتيجة بفوز من حصل على أكبر عدد من الأصوات بالنسبة لكل مركز وفي حالة تساوي أكثر من مرشح فى أحد المراكز في عدد الأصوات أعيد الانتخاب بين المتساوين فقط.
6. يتقاسم الجنسان منصبي الأمين والأمين المساعد في الفصول المشتركة (بنين - بنات).
7. يتم انتخاب مقرري اللجان ممن رشح نفسه لهذه اللجان حيث تقوم اللجنة الثلاثية بتوزيع بطاقات انتخاب المقررين على جميع طلاب الفصل الحاضرين ويطلب من كل منهم تسجيل اسم طالب واحد فقط من بين المرشحين عن كل لجنة وتعتبر البطاقة ملغاة إذا لم تتضمن أسماء خمسة من الطلبة يمثل كل منهم لجنة واحدة من لجان النشاط الخمس المشار إليها (بالمادة ٥) من هذا القرار أو إذا وقع الناخب باسمه عليها أو أغفل أحد المرشحين.
8. تتولى اللجنة الثلاثية جميع الإجراءات الخاصة بالانتخاب كما ورد (بالفقرة ٥) من هذه المادة.
9. تحرر اللجنة الثلاثية فى سجل اجتماعات مجلس الفصل محضرًا يتضمن جميع الخطوات التي تمت في عملية الانتخابات ونتائجها وتوقع عليه مع رائد الفصل ويحتفظ بنسخة من هذا المحضر لدى الأخصائي الاجتماعي المختص بنشاط اتحاد الطلاب بالمدرسة على أن تكون موقعا عليها توقيعا أصليًا مع كافة مستندات الانتخابات حتى نهاية عضوية المجلس.

##### ( المادة ١٠ ):
يجب ألا تتعدى عملية إجراء الانتخابات السابقة وإعلان النتائج نهاية الأسبوع الثالث من بدء العام الدراسي.

##### ( المادة ١١ ):
يجتمع المكتب التنفيذي لمجلس اتحاد طلاب الفصل بحضور رائد الفصل بصفة دورية مرة كل أسبوعين، أو
إذا دعت الضرورة.

##### ( المادة ١٢ ):
يشكل بكل مدرسة مجلس لاتحاد الطلاب تحت إشراف الرائد العام والأخصائي الاجتماعي المختص بنشاط الاتحاد وبما يتفق وعدد فصول المدرسة، وذلك على النحو التالي:-
- المدرسة التي يزيد عدد فصولها على ١٤ فصلا [9] يشكل مجلس اتحاد الطلاب بها من جميع أمناء فصولها.
- المدرسة التي يبلغ عدد فصولها ١٤ فصل فأقل يشكل مجلس اتحاد الطلاب بها من الأمناء والأمناء المساعدين لفصولها.

ويكون مدير المدرسة رائدًا عامًّا لاتحاد الطلاب بها.

##### ( المادة ١٣ ):
يجتمع مجلس اتحاد طلاب المدرسة بحضور الرائد العام أو من يفوضه وكذلك تجتمع لجان نشاطه الخمس بحضور المتخصصين المسؤولين عن هذه الأنشطة بصفة دورية مرة كل شهر.

##### ( المادة ١٤ ):
يشكل المكتب التنفيذى لمجلس اتحاد طلاب المدرسة على النحو التالي:-
1. الرائد العام لاتحاد طلاب المدرسة.
2. الأخصائي الاجتماعي المختص بنشاط الاتحاد في المدرسة.
3. الأمين والأمين المساعد.
4. المقررون الخمسة للجان النشاط باتحاد طلاب المدرسة.

##### طريقة انتخاب المكتب التنفيذى لمجلس اتحاد طلاب المدرسة:-
( المادة ١٥ ) :
يتم انتخاب أصحاب المراكز في المكتب التنفيذي لمجلس اتحاد طلاب المدرسة وفق النظام التالي:-
1. يتقدم الطلاب الراغبون في ترشيح أنفسهم لعضوية المكتب التنفيذي لمجلس اتحاد طلاب المدرسة (أمين - أمين مساعد - مقرر لكل لجنة من لجان النشاط الخمس) بطلب كتابي إلى رائد عام اتحاد طلاب المدرسة متضمنا اسمه وفصله والمركز الذي يرغب في الترشح له وذلك قبل موعد الانتخاب بأسبوع على الأقل ولا يجوز الترشح لأكثر من مركز لعضوية المكتب التنفيذي.
2. يشكل المجلس لجان الأنشطة الخمسة من بين أعضائه فى حالة توافر نوعيات النشاط.  في حالة عدم توافر أحد الأنشطة الخمسة يتم استكمالهم بالضم من بين الأمناء المساعدين للمكاتب التنفيذية للفصول، ثم من بين مقرري اللجان بالفصول على الترتيب على أن يكونوا من العناصر المتميزة (بحيث لا يقل عدد أعضاء كل لجنة عن خمسة).
3. يتولى مجلس اتحاد طلاب المدرسة في أول اجتماع له انتخاب الأمين والأمين المساعد من بين أعضائه وكذلك انتخاب المقررين الخمسة من بين أعضائه.
4. تعطى الفرصة لكل مرشح لتعريف زملائه بنفسه ولشرح برنامجه الانتخابي.
5. تجرى عملية الانتخاب بمعرفة لجنة ثلاثية من بين أعضاء مجلس الاتحاد غير المرشحين يشكلها ويشرف عليها رائد عام اتحاد طلاب المدرسة، وتقوم اللجنة بجميع الإجراءات الخاصة بالانتخاب بدءًا من توزيع البطاقات وحتى تحرير محضر الانتخاب والتوقيع عليه.
6. تشكل لجان النشاط الخمس بحيث تضم كل لجنة ممثلى النشاط لها وكذلك المسؤول المختص عن النشاط وتكون اجتماعات اللجنة برئاسة مقرر النشاط بها.

##### ( المادة ١٦ ):
يجب ألا تتعدى عملية إجراء الانتخابات السابقة وإعلان نتائجها موعدًا غايته شهر من بدء العام الدراسي.

##### ( المادة ١٧ ):
يجتمع المكتب التنفيذي لمجلس اتحاد طلاب المدرسة بحضور الرائد العام أو من يفوضه مرة كل أسبوعين، 
أو إذا دعت الضرورة.

##### ( المادة ١٨ ):
يشكل بكل إدارة تعليمية من جميع المستويات مجلس لاتحاد الطلاب لكل من الحلقة الابتدائية والحلقة الإعدادية والمرحلة الثانوية تحت إشراف الرائد العام لكل منها وكذلك المختص بنشاط الاتحاد، وبما يتفق وعدد مدارسها، وذلك على النحو التالي:-
1. الإدارة التي يزيد عدد مدارسها على أربعة عشر مدرسة فإن مجلس اتحاد الطلاب بها يكون أعضاؤه هم أمناء اتحادات طلاب مدارس كل مرحلة.
2. الإدارة التي يبلغ عدد مدارسها أربعة عشر مدرسة فأقل فإن مجلس اتحاد الطلاب بها يكون أعضاؤه هم الأمناء والأمناء المساعدين لاتحاد طلاب مدارس كل مرحلة.
3. يكون مدير عام الإدارة التعليمية رائدًا عامًّا لاتحاد طلاب المرحلة الثانوية، كما يكون وكيل الإدارة رائدًا عامًّا لاتحاد طلاب الحلقة الإعدادية، يكون مدير الخدمات رائدًا عامًّا للحلقة الابتدائية وفي حالة عدم وجوده يكون مدير التعليم الابتدائي رائدًا عامًّا للحلقة الابتدائية.

##### ( المادة ١٩ ):
يجتمع مجلس اتحاد طلاب الإدارة التعليمية بحضور الرائد العام لكل مرحلة أو من يفوضه وكذلك تجتمع لجان نشاطه الخمس بحضور المسؤولين المتخصصين عن هذه الأنشطة بصفة دورية مرة كل شهر.

##### المكتب التنفيذي لاتحاد طلاب الإدارة التعليمية:-
( المادة ٢٠ ) :
يشكل بكل إدارة تعليمية مكتب تنفيذي يضم كلا من:-
1. الأمين
2. الأمين المساعد.
3. مقرري أنشطة اللجان الخمس.

وذلك إلى جانب القيادات التالية:-
1. الرائد العام (لكل من الحلقة الابتدائية والحلقة الإعدادية والمرحلة الثانوية).
2. موجه أول التربية الاجتماعية.
3. المسؤول المختص بالاتحادات الطلابية بالإدارة.
4. أقدم موجهي التربية الاجتماعية للمرحلة.

##### ( المادة ٢١ ):
يتم انتخاب أصحاب المراكز في المكتب التنفيذى لمجلس اتحاد طلاب الإدارة وفقا لما ورد في (المادة ١٥) والخاصة بطريقة انتخاب مكتب المدرسة مع مراعاة الآتي:-
1. يشكل المجلس لجان الأنشطة الخمس من بين أعضائه في حالة توافر نوعيات النشاط بحيث لا يقل عدد أعضاء كل لجنة عن خمسة، وإذا قل العدد عن ذلك يتم استكمالهم بالضم من بين الأمناء المساعدين بالمكاتب التنفيذية للمدارس ثم من مقرري الأنشطة بهذه المكاتب على أن تقتصر عضويتهم على لجان النشاط، دون عضوية مجلس اتحاد الطلاب.
2. يتولى المجلس انتخاب الأمين والأمين المساعد من بين أعضائه على أن يتقاسم الجنسان (بنين - بنات) هذين المركزين.

##### ( المادة ٢٢ ):
يجب ألا تتعدى عملية إجراء الانتخابات السابقة وإعلان نتائجها موعد غايته ستة أسابيع من بدء العام الدراسي.

##### ( المادة ٢٣ ):
يجتمع المكتب التنفيذي لمجلس اتحاد طلاب الإدارة بحضور الرائد العام لكل مرحلة أو من يفوضه مرة كل أسبوعين، أو إذا دعت الضرورة.

##### ( المادة ٢٤ ):
يشكل بكل مديرية تعليمية مجلس لاتحاد الطلاب لكل من المرحلة الإعدادية والمرحلة الثانوية بنوعياتها المختلفة يمثل جميع الإدارات وذلك على النحو التالي:-
1. الأمين لكل إدارة من إدارات المديرية في حالة إذا كان عدد هذه الإدارات أكثر من أربعة عشر إدارة.
2. الأمين والأمين المساعد لكل إدارة في حالة إذا كان عدد هذه الإدارات أربعة عشر إدارة فأقل.
3. يكون مدير المديرية رائدًا عامًّا لاتحاد الطلاب المرحلة الثانوية ووكيل المديرية رائدًا عامًّا لاتحاد الطلاب المرحلة الإعدادية.

##### ( المادة ٢٥ ):
يجتمع هذا المجلس بحضور الرائد العام أو من يفوضه وكذلك لجان نشاطه الخمس بحضور المتخصصين المسؤولين عن هذه الأنشطة بصفة دورية مرة على الأقل كل شهر.

##### ( المادة ٢٦ ):
يشكل المكتب التنفيذي لاتحاد طلاب المديرية التعليمية على النحو التالي:-
1. الأمين.
2. الأمين المساعد.
3. مقرري أنشطة اللجان الخمس.

وذلك إلى جانب القيادات التالية لكل من المرحلتين الإعدادية والثانوية في كل مديرية:-
1. الرائد العام.
2. الموجه العام للتربية الاجتماعية
3. المسؤول المختص بالاتحادات الطلابية بالمديرية أو من يقوم بعمله.

##### ( المادة ٢٧ ):
يتم انتخاب أصحاب المراكز والمكتب التنفيذي لمجلس اتحاد طلاب المديرية التعليمية والذي يشكل من جميع الإدارات التابعة للمديرية وذلك وفقا لما جاء (بالمادة ۲۱) من هذا القرار والخاصة بانتخاب المكتب التنفيذي لمجلس اتحاد طلاب الإدارة.

##### ( المادة ٢٨ ):
يجب ألا تتعدى عملية إجراء الانتخابات السابقة وإعلان نتائجها موعد غايته الأسبوع السابع من بدء العام الدراسي.

##### ( المادة ٢٩ ):
يجتمع المكتب التنفيذي لاتحاد طلاب المديرية التعليمية بحضور الرائد العام أو من يفوضه لكل مرحلة مرة كل شهر، أو إذا دعت الضرورة.

##### ( المادة ٣٠ ):
يختار وزير التربية والتعليم رائدا عاما للاتحاد العام لطلاب المدارس من رجال التعليم الحاليين أو السابقين من ذوى الخبرة فى التعامل مع الطلاب ويكون تابعًا للوزير مباشرة.
ويشكل المجلس على النحو التالي:-
- الرائد العام.
- أعضاء المكاتب التنفيذية لمجالس اتحاد طلاب جميع المديريات التعليمية على مستوى الجمهورية.

##### ( المادة ٣١ ):
يجتمع مجلس الاتحاد العام لطلاب المدارس بحضور الرائد العام - أو من يفوضه - مرتين على الأقل في كل عام.

##### ( المادة ٣٢ ):
ينتخب مجلس الاتحاد العام لطلاب المدارس مكتبًا تنفيذيًا من بين أعضاؤه في أول اجتماع له بواقع عضو يمثل كل محافظة على أن يراعى تمثيل الجنسين.
ثم يقوم المجلس بانتخاب الأمين والأمين المساعد ممن فازوا بعضوية المكتب التنفيذي، على أن يتقاسم الجنسان
منصبي الأمين والأمين المساعد.
ويشكل المكتب التنفيذي لمجلس الاتحاد العام لطلاب المدارس على النحو التالي:-
1. الرائد العام لمجلس الاتحاد العام.
2. مدير إدارة الاتحادات الطلابية.
3. مستشار التربية الاجتماعية.
4. الأمين والأمين المساعد.
5. الأعضاء المنتخبون وفقًا لما سبق.

##### ( المادة ٣٣ ):
تجرى عملية انتخاب أعضاء المكتب التنفيذي لمجلس الاتحاد العام لطلاب المدارس والذين ورد ذكرهم بالمادة السابقة وفقا للخطوات التالية:-
1. يُبَلِّغ الرائد العام لمجلس اتحاد طلاب المدارس أعضاء المجلس بموعد ومكان انعقاد الاجتماع الأول وجدول أعماله.
2. على من يرغب من أعضاء المجلس في ترشيح نفسه لعضوية المكتب التنفيذى أن يقدم طلبًا كتابيًّا بذلك إلى الرائد العام مصحوبًا بإقرار من ولي الأمر ومعتمدًا من المديرية بضرورة حضوره جميع أنشطة وبرامج ومؤتمرات الاتحاد العام لطلاب المدارس.
3. يعقد اجتماع برئاسة الرائد العام أو من يفوضه ويحضره مدير إدارة الاتحادات الطلابية يتم فيه إجراء عملية الانتخابات.
4. تعطى الفرصة لكل مرشح لتعريف زملائه بنفسه وشرح برنامج نشاطه.
5. تعد بطاقة انتخاب بها أسماء جميع المرشحين.
6. يشكل الرائد العام لجنة للانتخاب تتكون من مندوبين عن إدارة الاتحادات الطلابية وثلاثة من أعضاء مجلس

الاتحاد من غير المرشحين (اللجنة الثلاثية). 
1. يبدأ المندوبون والمندوبات من أعضاء المجلس في اللجنة بإعطاء أصواتهم بملأ بطاقات الانتخاب ثم يتلوهم بقية الأعضاء وتؤشر اللجنة قرين اسم كل منهم فى كشف أسماء الناخبين الحاضرين.
2. تتولى اللجنة تعريف كل عضو بطريقة الانتخاب وهى أن يؤشر فى بطاقة الانتخاب قرين الأسماء وفقا (للمادة ٣٢) ويراعى ألا يوقع الناخب باسمه وإلا بطل صوته.
3. بعد أن يدلي جميع الأعضاء الحاضرين بأصواتهم تقوم اللجنة بفرز الأصوات واستبعاد غير الصحيح منها مع تسجيل ذلك فى الكشف المعد لهذا الغرض ويوقع جميع أعضاء اللجنة على محضر بما تم إجراؤه.
4. تعد اللجنة كشفًا بأسماء الفائزين فى الانتخاب يوقع عليه جميع أعضاء اللجنة ويعتمده الرائد العام، ثم تعلن النتيجة في نفس الجلسة.
5. يعاد فتح باب الترشح مرة ثانية لانتخاب اثنين لمركز الأمين والأمين المساعد للمجلس والمكتب التنفيذي ويكون ذلك مقصورًا على من فاز بعضوية المكتب التنفيذي على مستوى الجمهورية ويعطى المرشحون فرصة لتعريف زملائهم بأنفسهم ثم تجرى عملية الانتخاب بمعرفة اللجنة التي سبق تشكيلها وباستخدام البطاقات المعدة للانتخاب وبعد فرز الأصوات يحرر محضر بالخطوات التي اتخذت والنتيجة التي أسفر عنها الانتخاب ويوقع عليه أعضاء اللجنة ويعتمده الرائد العام ثم تعلن النتيجة في نفس الجلسة.

##### ( المادة ٣٤ ):
تجرى الانتخابات على مستوى الجمهورية بعد شهرين من بداية العام الدراسي.

##### ( المادة ٣٥ ):
يجتمع المكتب التنفيذي لمجلس الاتحاد العام لطلاب المدارس بحضور الرائد العام أو من يفوضه مرتين على الأقل في كل عام.

##### الاجتماعات:-
( المادة ٣٥ ) : 
يجتمع المكتب التنفيذي لمجلس الاتحاد العام لطلاب المدارس بحضور الرائد العام أو من يفوضه مرتين على الأقل في كل عام .

## المناصب واختصاصاتها

### الرائد العام و"إدارة الاتحادات الطلابية"
الرائد العام للاتحاد العام هو شخص يعين من قبل الوزير ويكون تابعا له مباشرة، وهو يعتبر أعلى سلطة في الهيكل التنظيمي للاتحاد على مستوى الجمهورية، يتولى الإشراف على شؤون الاتحادات المالية (من ناحية استلام الميزانية المخصصة للاتحاد وتوزيعها للمديريات وما إلى ذلك)، والإدارية (من حيث تنفيذ اللائحة وإصدار التوصيات والنشرات التوجيهية للمديريات والإدارات التعليمية وعقد اللقاءات المهنية ورئاسة اجتماعات مجلس الاتحاد والمكتب التنفيذي أو من ينوب عنه)، والفنية (من ناحية تدريب وإعداد القادة سواء الطلاب أو مسؤولي الاتحادات، وتفسير أو توضيح كل ما يخص عمل الاتحادات وفقا للائحة الوزارية والإجابة على الاستفسارات حولها) على مستوى الجمهورية كما ويمكن اعتباره في بعض الأحيان وسيطا بين الاتحاد العام والوزارة أو الجهات الأخرى.
شغل منصب الرائد العام على مر السنين عدد من الأساتذة ودكاترة الجامعات والعاملين بديوان الوزارة ممن لهم باع في الأنشطة والتعامل مع الطلاب، ونذكر منهم على سبيل المثال من الأقدم إلى الأحدث:-
- الأستاذة «شوقية هجرس» (في عهدها تم إنشاء المقر الرئيسي الحالي للاتحاد العام)
- الأستاذ «إبراهيم محمود الشوبكشي»
- الأستاذ «أشرف عبد الفتاح عبد الرحمن خلف»
- الأستاذ «أحمد بهاء الدين شحاتة» (توفي أثناء شغله للمنصب، وفي عهده تم إصدار بعض الأدلة الاسترشادية من إدارة الاتحادات الطلابية، وهم: دليل الطالب عضو الاتحادات الطلابية - دليل عن دور رائد الفصل في حصة الريادة - دليل استرشادي عن أنشطة اللجان الخمسة)
- الأستاذ «أحمد موسى رمضان» (مدير عام إدارة الاتحادات الطلابية وأصغر رائد عام يتولى هذا المنصب)
- الأستاذة «إيمان محمد حسن» (رئيسة الإدارة المركزية للأنشطة الطلابية والرائدة العامة الحالية)

### الأمين العام والأمين المساعد
أمين وأمين مساعد المكتب التنفيذي هما طالبين يتم انتخابهما أولا قبل انتخاب المقررين الأساسيين الخمسة، ويجب أن يتبادل الجنسين (الذكور والإناث) المنصبين، بمعنى أنه في حال كان الأمين صبيا يجب أن تكون الأمينة المساعدة فتاة والعكس صحيح صحيح إن كانت الأمينة فتاة فالأمين المساعد صبي، وفي حال ترشح النوعين على نفس المنصب فتعطى الأولوية لمنصب الأمين ففي حال فازت فتاة في منصب الأمين في أي مستوى من مستويات الاتحاد وفازت فتاة في منصب الأمين المساعد فيتم استبعاد الأخيرة وإعطاء المنصب للصبي المرشح حتى لو لم يفز بالانتخاب لأن الأمين المنتخب فتاة بالفعل، وهذا عن الفصول والمدارس المشتركة والإدارات (أعلى مستوى للمرحلة الابتدائية) والمديريات (أعلى مستوى للمرحلة الإعدادية) والاتحاد العام للجمهورية (المستوى الأعلى بالاتحاد وهو للمرحلة الثانوية)، أما عن الفصول والمدارس الغير مشتركة التي بها بنين فقط أو بنات فقط فلا ينطبق عليهم شرط تقاسم الجنسين.
يختص الأمين (كلٌ في مستواه وتحت إشراف الرائد العام) بالتالي:-
1. 1. رئاسة الاجتماعات (في المجلس وفي المكتب) وإدارتها بروح تعاونية وأسلوب ديمقراطي سليم.

1. 2. إعداد جدول أعمال الاجتماعات بالتعاون مع الأمين المساعد والمقررين الخمسة متضمنة الاقتراحات والتوصيات التي أوصى بعرضها على المستوى

الأقل.
1. 3. التوقيع على محاضر الاجتماعات والخطابات

والدعوات الخاصة بالاتحاد.
1. 4. تمثيل التشكيل لدى الجهات التي يكلف بتمثيله لديها.

1. 5. تتبع تنفيذ القرارات والتوصيات.

أما الأمين المساعد فتحت إشراف الرائد العام يختص بالتالي:-
1. 1. إعداد الدعوات لعقد الاجتماعات.

1. 2. تدوين محاضر الاجتماعات والخطابات والتوقيع عليها.

1. 3. إعداد مشروع موازنة الاتحاد.

1. 4. تلقي المقترحات والمشروعات وتقارير اللجان.

1. 5. تتبع الموقف المالي للاتحاد.

1. 6. ينوب عن الأمين في حال غيابه، وفي حال شغور المنصب (للاستقالة أو الوفاة أو العزل أو التحويل) وعدم وجود بديل (لعدم وجود مرشح آخر عندما أقيمت الانتخابات) يتولى الأمين المساعد أعماله مؤقتا لحين إجراء انتخابات جديدة لهذا المنصب في أسرع وقت ممكن.

وشغل منصب امين اتحاد طلاب مدارس مصر سابقًا الطالب «علي محمد جابر» الذي يذكر أنه فاز بمنصب أمين اتحاد طلاب مدارس محافظة كفر الشيخ 4 سنوات على التوالى، وجاء في عام 2021 ليفوز بمنصب أمين اتحاد طلاب الجمهورية، وشملت رؤيته الاهتمام بمواكبة التحول الرقمي، والاهتمام بالتعليم الفني ومدارس المتفوقين للعلوم والتكنولوجيا، كما اهتم بطلاب مدارس الصعيد ويري انهم يضمون عدد كبير من المتفوقين والمواهب الذين يعانون من نقص الفرص، و خلفه من تحمل المسؤولية بعد خوض الانتخابات على المنصب الطالب «مازن مصطفى القرني» اميناً لاتحاد طلاب الجمهورية لعام 2022 و الذي اهتم بمشاركة أعضاء الاتحاد في مؤتمرات حقوق الإنسان و غيرها ، و خلفه من تحمل المسؤولية بعد خوض الانتخابات على المنصب الطالب «أمير محمد رشاد» الذي شارك في الاتحادات الطلابية على مدار 9 سنوات و جاء في عام 2023 ليفوز بمنصب أمين اتحاد طلاب الجمهورية حاليًا،  شملت رؤيته هو تمكين الشباب سياسيا واجتماعيا من حيث مشاركة الطالب في طاولة صنع القرار من خلال الحوار الوطني المصري و الذي أكد من خلاله قيمة هؤلاء الطلاب .

## وصلات خارجية
- وزارة التربية والتعليم والتعليم الفني